# Alerte aux Zorkons
Alerte aux Zorkons (initialement intitulé Il y a des monstres à Champignac) est la cent-vingt-et-unième histoire de la série Spirou et Fantasio de Yoann et Fabien Vehlmann. Elle est publiée pour la première fois dans Spirou du no 3766 au no 3772.
Elle est parue en album — le cinquante-et-unième de la série — le 3 septembre 2010. 
Il s'agit de la deuxième histoire des aventures de Spirou et Fantasio réalisée par le tandem Vehlmann (au scénario) et Yoann (au dessin), le premier étant Les Géants pétrifiés  appartenant à la collection d'épisodes indépendants de la série principale Une aventure de Spirou et Fantasio par....

## Univers

### Synopsis
Zorglub débarque à Champignac et, à l'aide de sa zorglonde, chasse le comte dans la forêt. Appelés à la rescousse, Spirou et Fantasio découvrent que le village a été placé en quarantaine par l'armée. 

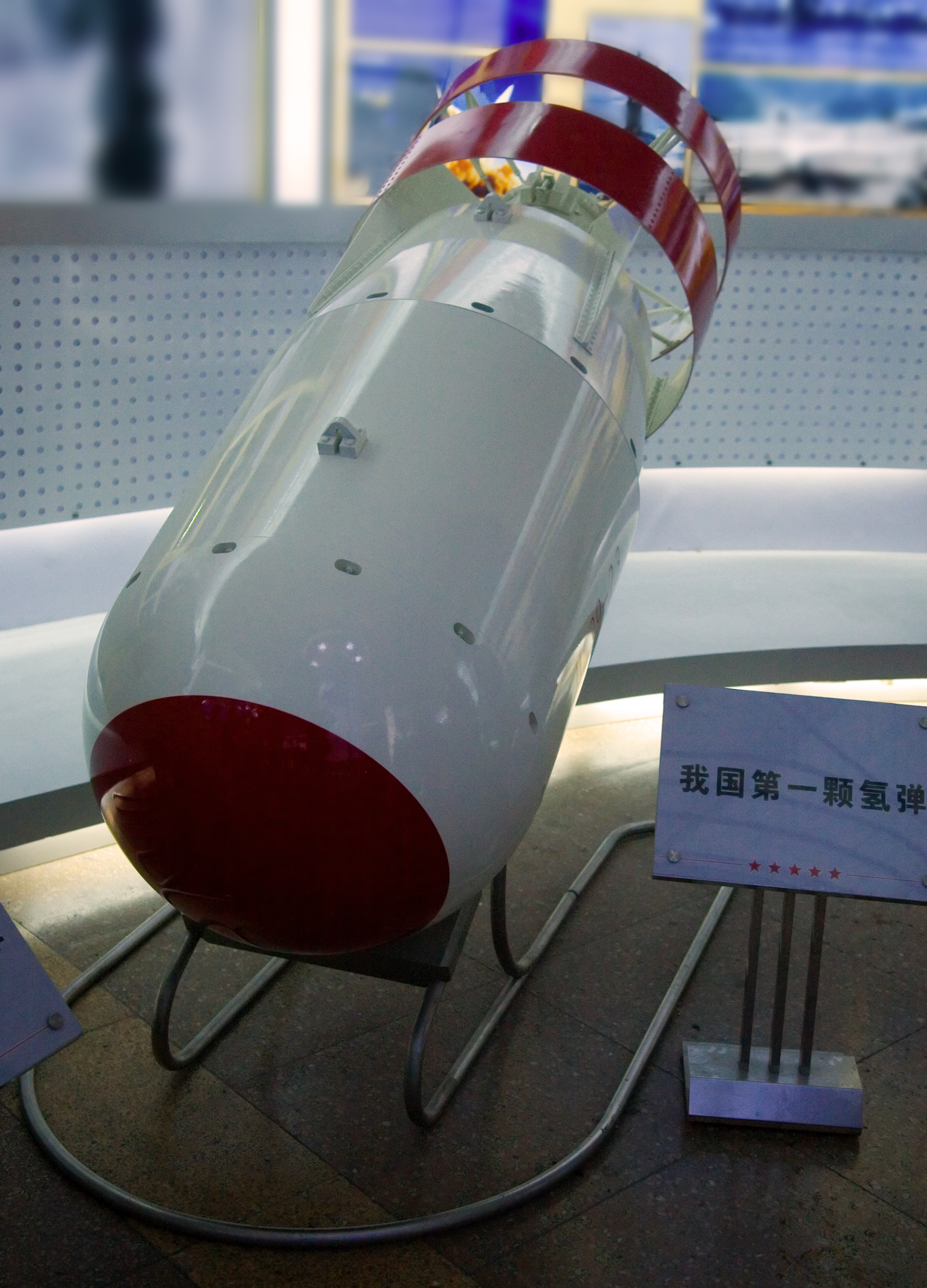
Jugeant le village de Champignac-en-Cambrousse trop dangereux depuis sa métamorphose, l'armée décide de le détruire en utilisant une bombe H.

Spirou et Fantasio y entrent donc par la voie des airs, à l'aide de leur ballon publicitaire qui atterrit dans la zone interdite d'accès. Puis, les deux héros observent avec stupeur que la nature est devenue folle et que de drôles de monstres vivent dans la forêt, entre autres des poulpes souterrains particulièrement agressifs et d'autres animaux encore plus étranges. Après plusieurs heures de marche, Spirou et Fantasio tombent par hasard sur le père Raymond, qui leur explique que la plupart des Champignaciens ont fui le village ou sont partis au château pour se plaindre, mais n'en sont jamais revenus. Se rendant malgré tout sur les lieux, les deux amis suspectent Zorglub d'être à l'origine du problème,, après avoir croisé des habitants paralysés par la zorglonde.  
C'est alors qu'ils retrouvent le comte qui leur vient en aide contre de stupides mais agressives créatures. Il leur présente Lena et Astrid, deux étudiantes suédoises, qu'il a rencontré dans la jungle. Une fois dans sa cabane, Pacôme explique à Spirou qu'ils ont affaire à un phénomène d'hyperactivité évolutionniste. Ce dernier explique de son côté qu'il croit que Zorglub est lié aux événements. 
Pendant ce temps, l'armée prépare la bombe H pour raser Champignac. Quant à Spirou et ses amis, ils approchent du château et se battent contre les très bêtes « zorkons ». Au loin, ils voient Zorglub prendre la fuite, sans eux. Mais celui-ci ne tarde pas à voir que Spirou et les autres sont toujours dans la zone que l'armée va détruire. Il part alors à les récupérer. Hélas, les ennuis ne s'arrêtent pas là : la zorglumobile n'a plus assez d'énergie et s'écrase dans le château de Champignac après avoir récupéré Spirou et ses compagnons,.
Heureusement, les quatre hommes peuvent compter sur l'aide de Lena et Astrid qui s'empressent de bricoler un système électrique fonctionnant grâce à une génératrice artisanale basée sur l'énergie produite par quatre vélos, reliée à un dispositif d'émission de zorglonde destiné à détourner l'avion porteur de la bombe. À bout de souffle, Spirou, Fantasio, Champignac et Zorglub parviennent à activer l'appareil et l'avion rebrousse chemin, sauvant ainsi le village du feu atomique,. 
La vie reprend donc son cours à Champignac-en-Cambrousse et grâce au X5, la nouvelle formule de décroissance mise au point par le comte, presque toute la végétation et les étranges animaux ont disparu. Mais Spirou reste tout de même dubitatif sur la suite des plans de Zorglub, qui n'a pas expliqué ses projets, tandis que celui-ci s'envole vers la Lune...

### Personnages

#### Les principaux

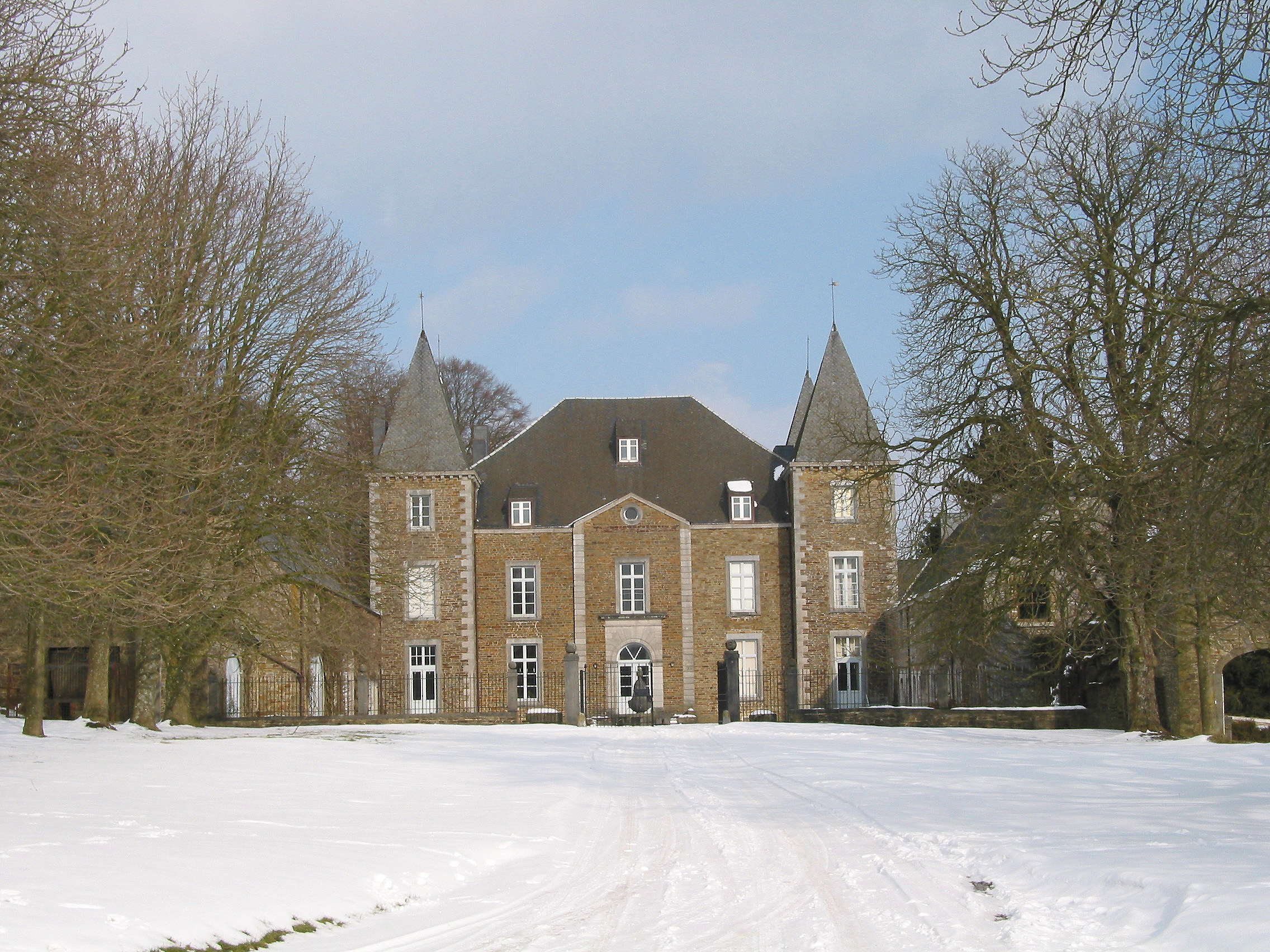
Zorglub s'apprête à manigancer un plan au château du comte de Champignac.

- Spirou, déguisé en groom et sillonnant les routes avec Fantasio pour la promotion du Journal de Spirou, apprend que le comte est en danger. Il part donc à Champignac-en-Cambrousse, plus courageux que jamais, sauver son ami et le village dans lequel il se trouve.
- Fantasio, toujours aussi passionné par son métier de reporter que par les chiffres de vente du magazine, compte bien accompagner son ami Spirou dans ses aventures à Champignac.
- Spip, le fidèle petit écureuil de Spirou, est toujours au rendez-vous et compte bien aider son maître ainsi que ses amis dans les aventures qui les attendent, même s'il fait toujours preuve de couardise devant les épreuves qu'il doit affronter.
- Zorglub manigance encore un plan secret et pour cela, il se rend à Champignac, dans le château du comte et manipule son esprit. Mais il ne sait pas que ce qu'il fait va avoir de lourdes conséquences.
- Pacôme de Champignac, préparant son habituel chocolat chaud, reçoit la visite de Zorglub qui, avec sa zorglonde, le manipule. Il s'enfonce donc dans la forêt, laissant son ennemi au château.

#### Les secondaires
- Lena, brillante étudiante suédoise, est en vacances à Champignac-en-Cambrousse avec son amie, Astrid. Mais elle ne sait pas encore qu'elle va faire la rencontre du comte et de ses amis. (Première apparition)
- Astrid, comme son amie Lena, est étudiante en électronique et mécanique, en Suède. Elle va, elle aussi, s'apprêter à vivre de folles aventures sur son lieu de vacances avec Spirou, Fantasio et Champignac. (Première apparition)
- Le Maire de Champignac va lui aussi être victime de Zorglub en plein cœur du village.

Dupilon et Duplumier font eux aussi une apparition clin d'œil dans l'album, sans pour autant avoir de rôle important dans l'histoire.

#### Les monstres
|                           | Physique | Nourriture                                  | Signe(s) distinctif(s)                                                                                              |
| ------------------------- | --- | ------------------------------------------- | --- |

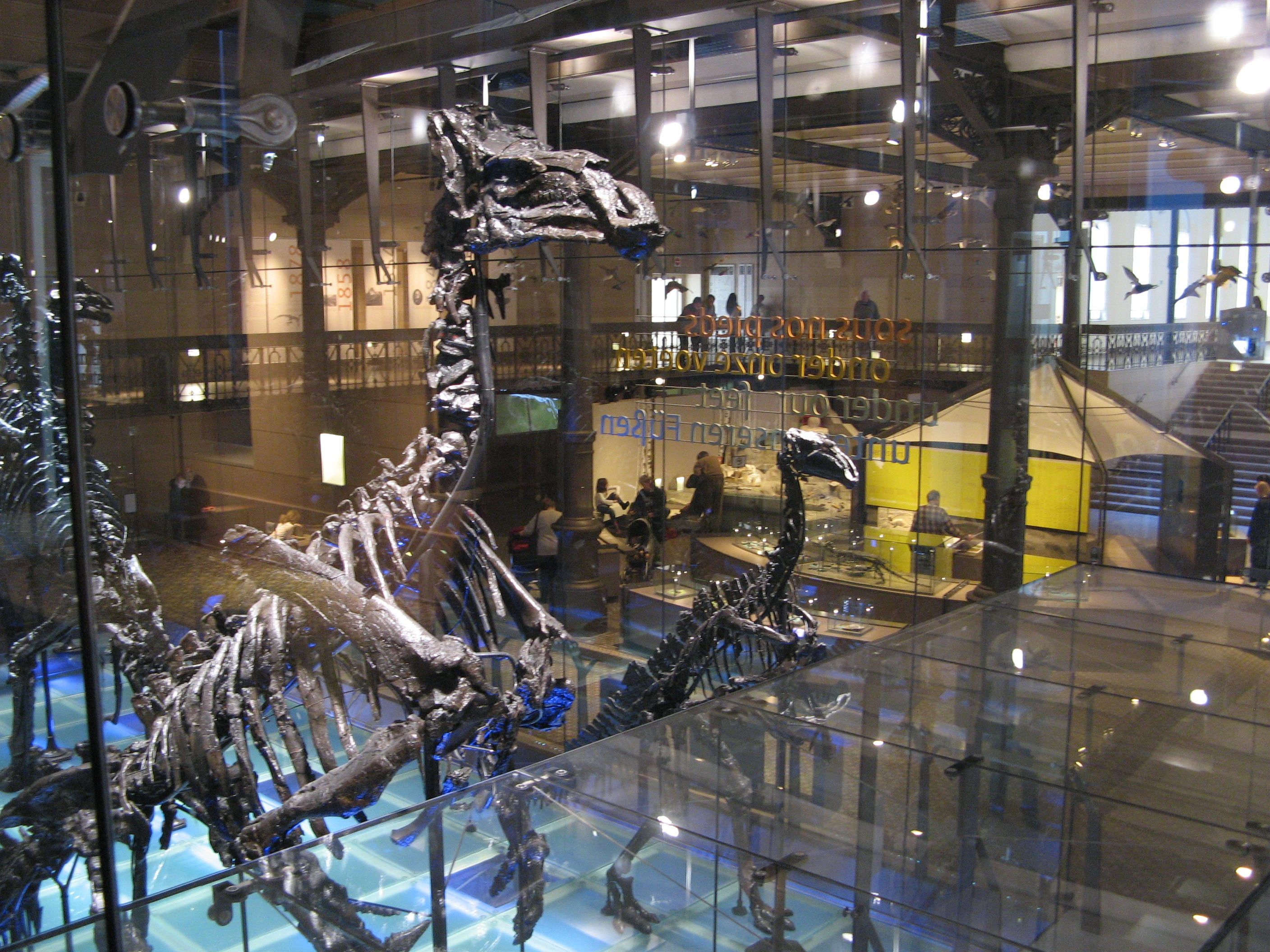
Dans cet épisode, on retrouve le dinosaure du Voyageur du Mésozoïque, créé par Franquin.

| Alligatortue              | - Possède une carapace - Possède de courts membres - Possède un long museau, garni de centaines de dents acérées | Se nourrit de Langouilles Cecilis           | L'extrémité de son museau prend la forme d'une tête de tortue, un leurre qui attire la Langouille, son mets favoris |
| Bwéé                      | - Agile - Possède une queue préhensile - Possède une langue « lasso » comme les caméléons                        | Se nourrit de n'importe quoi                | - Son nom « le Bwéé » vient de son cri - Est dénué de toute intelligence                                            |
| Caméléodactyle            | - Langue qui s'étire - Capacité au camouflage - Doigts agrippants                                                | Se nourrit en chassant tous les mammifères  | Myope |
| Caniroquet                | - Possède une tête proche des perroquets - Canidé de taille moyenne                                              | Se nourrit de Bwéés                         | Imite certains sons pour attirer ses proies                                                                         |
| Chabouin                  | - Habile - Possède la même agilité qu'un félin                                                                   | Se nourrit de gros insectes                 | Inoffensif |
| Chien d'écorce            | Comporte huit paires de pattes                                                                                   | Se nourrit en chassant de petits mammifères | - Difficile à observer à cause de ses mœurs nocturnes - Passe ses journées caché dans les creux des troncs d'arbres |
| Dinosaure du Mésozoïque   | Ressemble au diplodocus                                                                                          | Se nourrit de champignions jaunes           | Inoffensif |
| Harpie Polydactyle        | - Rapace possédant un étrange bec très puissant - Possède de redoutables griffes acérées                         | Se nourrit de fruits et de grosses noix     | Possède un caractère très agressif                                                                                  |
| Langouille Cecilis        | - Invertébré - Possède plusieurs langues                                                                         | Se nourrit de tortues                       | Lorsqu'elle attaque une tortue, elle introduit une de ses langues sous sa carapace pour la chatouiller puis l'avale |
| Paléotortue(tortue lutte) | - Possède une carapace - Possède une queue et des membres longs et massifs armés de griffes et d'écailles        | N/A                                         | À l'origine, il s'agit d'une tortue pacifique qui, par la suite, a « muté »                                         |
| Poulpitaupe               | Possède une tête de perroquet sumontée d'un amas de tentacules                                                   | Carvivore                                   | Se déplace sous terre, comme les taupes, à une vitesse terrifiante                                                  |
| Zorkon                    | Physique évoluant chaque jour                                                                                    | Se nourrit de n'importe quoi                | Est dénué de toute intelligence                                                                                     |

## Au scénario, Vehlmann

### Son inspiration: Franquin

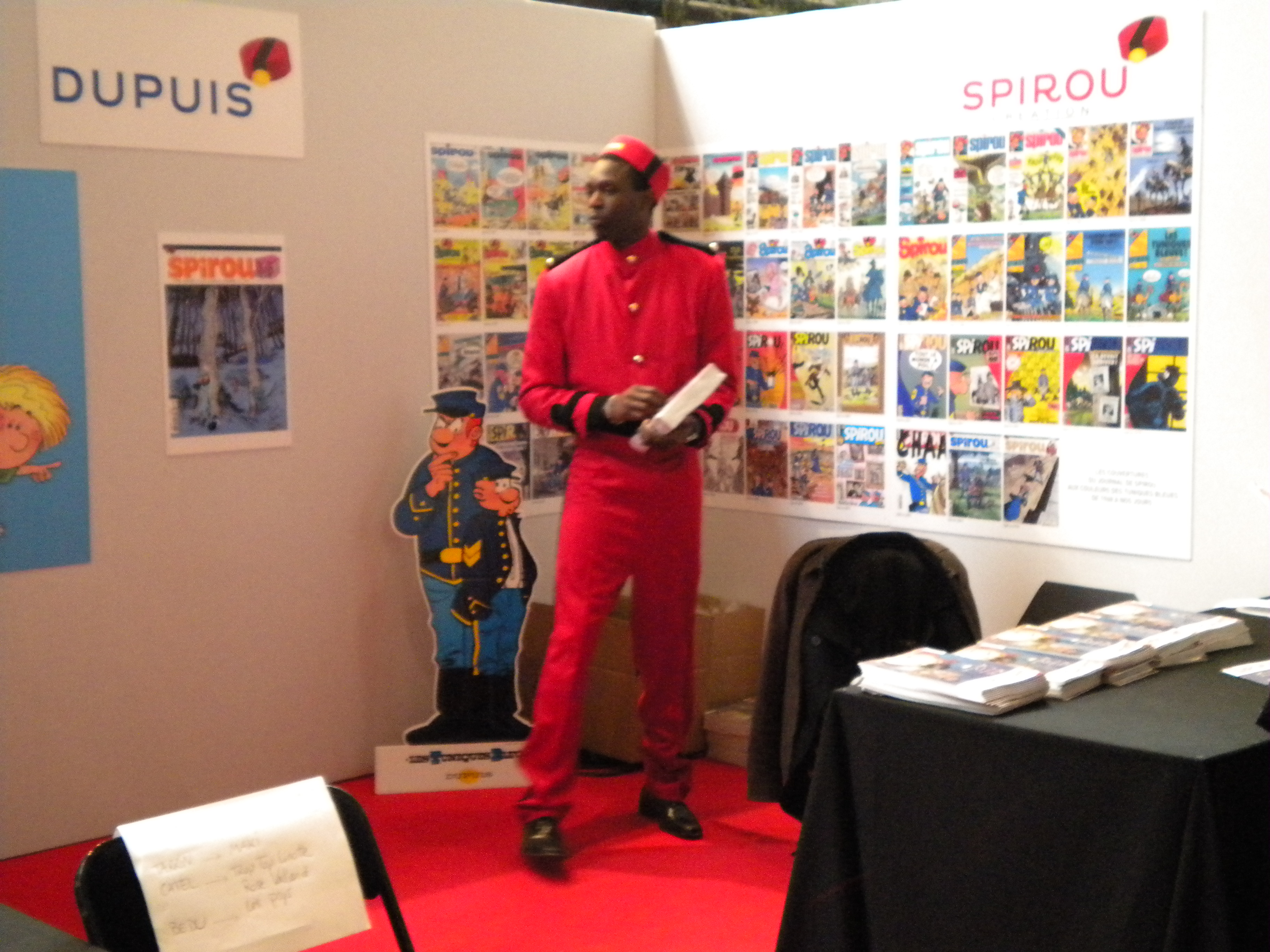
Pour son Spirou, Fabien Vehlmann a profité de l'héritage de Franquin pour l'emmener vers de nouveaux horizons.

Pour son nouveau Spirou, Fabien Vehlmann a pioché dans les idées d'un de ses prédécesseurs : Franquin. Ce dernier a donné en héritage tout un univers et a laissé beaucoup de portes ouvertes aux auteurs qui, comme Vehlmann, lui succèdent. Voilà pourquoi le monde de Champignac a pu encore être réinterprété dans ce volet. Or, le scénariste de cette reprise tenait absolument à faire référence à son idole par le biais de la bande dessinée et pas seulement à travers les aventures de Spirou ; mais aussi avec tout l'univers graphique qu'il a développé par la suite, avec les monstres, les Idées noires, Le Trombone Illustré, les scénarios pour Isabelle de Will et bien d'autres.
Pour ce qui est de Fantasio, Vehlmann aurait beaucoup aimé reprendre celui de Jijé. Farfelu, son personnage lui paraissait intéressant mais trop difficile à réinstaurer avec cette facette-là. Il a néanmoins vaguement ramené Fantasio à ses racines, lorsqu'il était un bricoleur très inventif, sous la plume de Franquin. 
Toutefois, Fabien Vehlmann a travaillé différemment de Morvan et Munuera, derniers auteurs à avoir repris les aventures de Spirou et Fantasio. Yoann et lui ont donc proposé autre chose car selon eux « il n'y a pas qu'une seule voie pour reprendre Spirou ».

### Un Spirou différent des one-shot
En 2006, Vehlmann et Yoann publiaient Les Géants pétrifiés, un one-shot qui aurait pu faire partie de la série officielle si Morvan et Munuera n'avaient pas été choisis pour la reprendre. De ce fait, les deux hommes ont pu faire cet album à leur manière : Vehlmann s'est laissé aller à des idées transgressives – comme opposer Spirou à Fantasio – et Yoann a pu explorer d'autres pistes graphiques. Ils ont donc pu revisiter Spirou en jouant avec les codes de la série.
Or, pour le scénariste, il s'agit plus de retrouver « un plaisir au premier degré » dans Alertes aux Zorkons. Pour lui c'est une façon de faire renouer les jeunes lecteurs avec cette série mythique car « la série mère doit rester accessible aux enfants qui ne connaissent pas forcément le passé de Spirou ».

### La reprise officielle
En 2010, Fabien Vehlmann et Yoann reprennent officiellement les aventures de Spirou, ce personnage qui n'a cessé de changer de mains depuis sa création, en 1938. Mais le scénariste n'a pas choisi Yoann au hasard. En effet, ce dernier possède une connaissance intrinsèque de l'univers de Spirou et est aussi imprégné d'une multitude d'autres styles graphiques, ce que Vehlmann a trouvé intéressant chez lui. Le comparant à Jamie Hewlett, Didier Conrad ou bien Daniel Goossens, l'auteur a aimé trouver dans ses dessins les repères graphiques des personnages principaux mais également le fait qu'il puisse ouvrir son style vers de nouvelles pistes, pour ne pas figer la série dans un esprit passéiste.
Pour Vehlmann, le mieux est que Yoann prenne ses aises et qu'il puisse bien s'amuser avec ses personnages, comme il le fait en racontant leurs péripéties. Et c'est ce qu'ils ont déjà commencé à faire avec ce premier épisode.

## Au dessin, Yoann

### Ses références

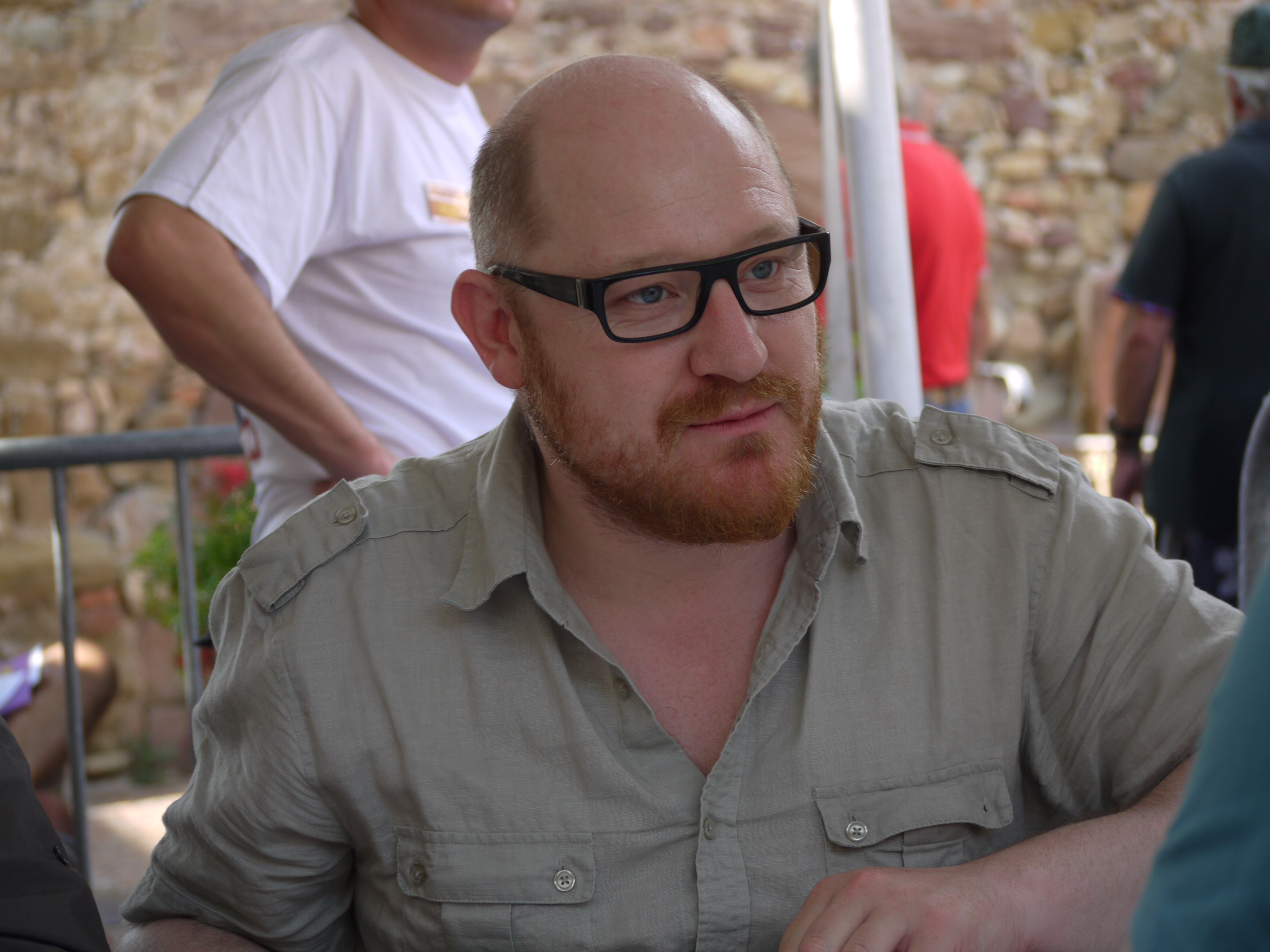
Enfant, Yoann était très inspiré par Franquin. Mais bien qu'on sente encore l'influence de son idole, le dessinateur a su trouver son propre Spirou.

Tout petit déjà, Yoann est tombé amoureux du dessin de Franquin. Très sensible à l'expressivité de son style et aux histoires qu'il racontait, le dessinateur avait pour lui une manière « d'habiter » le personnage, un procédé qui ne se retrouvait pas, par exemple, chez Morris. Mais pour son nouveau Spirou, Yoann utilise  d'abord Franquin comme référence sur le plan émotionnel, car c'est pendant sa jeunesse qu'il a pu lire ses aventures de Spirou et ses gags de Gaston. Et ce n'est que beaucoup plus tard qu'il a découvert les albums de Fournier et ceux de Tome et Janry, albums qui sont, pour lui, formidablement bien dessinés et encrés.
À douze ans, Yoann dessinait des pages du Marsupilami et écrivait des histoires de Spirou, il était devenu un vrai fan de Franquin ! Et puis, une rupture s'est opérée quand il est entré à l'École des Beaux-Arts d'Angers. Là-bas, il a fait la rencontre d'Éric Omond, qui lui a fait prendre conscience qu'il n'y avait pas que Franquin dans la bande dessinée et qui lui a fait découvrir Alberto Breccia, José Muñoz, Moebius... Son spectre de références s'est donc élargi à une bande dessinée plus adulte et plus expérimentale. Aux Beaux-Arts, il s'est également confronté à d'autres disciplines comme la peinture, la photographie et la vidéo et s'est constitué une culture générale plus large. Il était alors nécessaire pour lui « d'oublier » Franquin et même de se détacher de la bande dessinée pendant quelques années.
Tout ça l'a décomplexé et permis de revenir à la bande dessinée avec une autre vision. Fin des années 1990, il a dessiné Toto l'ornithorynque avec Omond, où il a laissé libre cours à ses passions pour la peinture et pour les animaux. Et quand, vers 2003, Fabien Vehlmann lui a proposé une première fois de faire des essais pour Spirou, il a ressenti comme un « effet boomerang », comme si tout à coup, toute son adolescence lui revenait en face. Mais il ne pouvait plus supporter alors de revoir ses dessins de jeunesse, copiés de Franquin. L'idée même de faire un Spirou de cette manière lui semblait complètement régressif. C'est pour ça que sur le one-shot Les Géants pétrifiés, il a essayé de s'écarter de ces copies et de trouver un style moderne et personnel pour Spirou.

## Publication

### Revues
- Alerte aux Zorkons est publié pour la première fois dans le journal Spirou du no 3 766 au no 3 772[6].

### Ourvrages utilisés
- (fr) Spirou, Marcinelle, 2010

1. ↑  No 3 720, p. 20.
2. ↑  No 3 766, p. 10–12.
3. ↑  No 3 766, p. 12bis–15.
4. ↑  No 3 767, p. 12–12bis.
5. ↑  No 3 768, p. 7–12.
6. ↑  No 3 769, p. 5–10.
7. ↑  No 3 769, p. 11.
8. ↑  No 3 771, p. 14–17.
9. ↑  No 3 771, p. 18.
10. ↑  No 3 772, p. 14–16.
11. ↑  No 3 772, p. 17–19.
12. ↑  No 3 772, p. 17.
13. ↑  Supplément présent dans le no 3 766.

### Autres sources
1. ↑  (fr) Hughues Dayez, « Spirou selon Vehlmann et Yoann », sur ExpressBD.fr, 2010 (consulté le 30 août 2010).
2. ↑  (fr) Fabien Vehlmann, « Date de sortie », sur Blogspot.com, 26 janvier 2010 (consulté le 30 août 2010).
3. 1 2 3   (fr) Hugues Dayez, « Spirou, un héros aux destins multiples », sur Spirou.com, 16 juin 2010 (consulté le 30 août 2010).
4. 1 2 3 4   (fr) Hugues Dayez, « Fabien Vehlmann : « Spirou ça reste une icône ! » », sur Spirou.com, 23 juin 2010 (consulté le 30 août 2010).
5. 1 2 3   (fr) Hugues Dayez, « Yoann : « Dans une B.D., le dessin c'est le papier d'emballage ! » », sur Spirou.com, 30 juin 2010 (consulté le 1er septembre 2010).
6. ↑  (fr) « Parutions dans le Journal de Spirou », sur BDoubliées.com, 2010 (consulté le 30 août 2010).

### Documentation
- Henri Filippini, « Spirou & Fantasio, t.51 : groom service », dBD, no 46,‎ septembre 2010, p. 91.
- Fabien Vehlmann (interviewé), Yoann (interviewé) et Frédéric Bosser, « Yoann, Vehlmann : sur les traces de Franquin », dBD, no 46,‎ septembre 2010, p. 14-20.